# Drosophila limingi
Drosophila limingi är en tvåvingeart som beskrevs av Jian-jun Gao och Hide-aki Watabe 2003. Drosophila limingi ingår i släktet Drosophila och familjen daggflugor.

## Utbredning
Artens utbredningsområde är Kina.

## Etymologi
Artnamnet är en hyllning till den avlidne professorn Li-ming Shi som startade ett samarbete mellan kinesiska och japanska forskare kring de kinesiska daggflugornas evolutionära genetik och fylogeni.